# Judith Reisman
Judith Reisman   (Newark, 11 d'abril de 1935 - 9 d'abril de 2021), nascuda Judith Ann Gelernter, fou una escriptora, activista i conferenciant estatunidenca.
Era filla d'Ada Goldberg i de Matthew Gelernter. Tot i que no tenia estudis formals, va obtenir un doctorat de la Universitat Case Western Reserve.
Judith Reisman va participar en les batalles legals com a activista contra la pornografia i l'assetjament sexual de dones i nens.
Va escriure llibres variats i va dedicar més de 20 paràgrafs a investigar els experiments i denunciar com a defectuosos els estudis del nord-americà Alfred Kinsey.
Va contreure matrimoni amb Arnold Reisman.

## Llibres
- 2012, Honor robado inocencia robada. (ISBN 9781937102029)
- 2010, Sabotaje sexual. (ISBN 1935071858)
- 2000, Kinsey. Crimen y consecuencia. (ISBN 0966662415)